# Distrito de Tsukubo
El distrito de Tsukubo (都窪郡 Tsukubo-gun?) es un distrito localizado en la prefectura de Okayama, Japón. En junio de 2019 tenía una población estimada de 12.428 habitantes y una densidad de población de 1.631 personas por km². Su área total es de 7,62 km².

## Localidades
- Hayashima